# 宗兼邦生
宗兼 邦生（むねかね くにお、1953年8月16日 - ）は、日本の実業家。
スーパーマーケットフレスタなどを展開する株式会社フレスタ、株式会社レッツ、株式会社ベルフレスタの代表取締役社長。株式会社シジシージャパンの取締役副会長。広島商工会議所副会頭。

## 略歴
神戸大学経済学部を卒業後、株式会社ヨークマートに入社。
1979年、退社して､家業であった株式会社主婦の店ムネカネ（現在の株式会社フレスタ）に入社。
1990年、先代の父親に指名され､代表取締役社長に就任した。1991年、株式会社フレスタに社号を改める。

## 出演
- ガイアの夜明け（テレビ東京）